# Christoph Watrin
Christoph Watrin (7. srpna 1988, Kolín nad Rýnem, Německo) je německý zpěvák, člen skupiny US5, vítěz soutěže Big in America. I když se již stal slavným dodnes bydlí u svých rodičů. Jeho otec se věnuje prodeji a matka je učitelka.

## Další aktivity
Kromě zpívání se skupinou US5 se věnuje tanci a svému velkému koníčku fotografování, kde se nejvíce věnuje fotografii portrétů. Volný čas také tráví surfováním a nebo hraním volejbalu. Po vítězství v soutěži Big in America se rozešel se svou přítelkyní a naplno se věnuje zpěvu se svou skupinou.
Christoph Watrin má sestru Efu, která studuje jazyky a kulturní zboží v Bavorsku. V roce 2008 odešel ze skupiny.